# Dorota Gburczyk
Dorota Gburczyk (ur. 18 sierpnia 1979 w Łodzi) – polska koszykarka. Zawodniczka występująca na pozycji skrzydłowej. 
Karierę zaczynała Łódzkim Klubie Sportowym, z którym zdobyła 2. złote medale mistrzostw Polski, a w 1998 dotarła do półfinału Pucharu im. Lilianny Ronchetti. Rok później wyjechała do USA, gdzie oprócz gry w koszykówkę, studiowała na jednym z tamtejszych uniwersytetów. W 2001 powróciła do Polski, wybierając ofertę Wisły Kraków. Z klubem tym zdobyła kolejne 3. złote medale mistrzostw Polski.
Córka Teresy Gburczyk, która przed laty broniła barw ŁKS-u.